# Solow-Stiglitz-Effizienzbedingung
Die Solow-Stiglitz-Effizienzbedingung beschreibt die nachhaltig-optimale Verteilung des Vermögens einer Volkswirtschaft auf erschöpfliche, natürliche Ressourcen im Boden und produktives, investiertes Sachkapital auf dem Boden. 
Benannt ist sie nach den beiden US-amerikanischen Wirtschaftswissenschaftlern Robert Solow und Joseph E. Stiglitz.
Die Solow-Stiglitz-Effizienzbedingung ist erfüllt, wenn die Wachstumsrate der Grenzproduktivität der geförderten natürlichen Ressource genauso groß ist wie die Wachstumsrate der Grenzproduktivität des investierten, produktiven Sachkapitals. Wenn sie erfüllt ist, ist es nicht möglich, durch einen gegenwärtigen Konsumverzicht der natürlichen Ressource im Boden den zukünftigen Generationen ein höheres Konsumniveau bezüglich dieser natürlichen Ressource zu ermöglichen. Weil alle natürlichen Ressourcen erschöpflich sind, nehmen ihre jeweiligen absoluten Wachstumsraten der Grenzproduktivität, geschichtlich gesehen, stets erst zu, erreichen ein Plateau und nehmen dann ab. Sie können aber in der Zeit jeweils relativ gleich zur Wachstumsrate der Grenzproduktivität des produktiven, investierten Sachkapitals gehalten werden. Damit beschreibt die erfüllte Solow-Stiglitz-Effizienzbedingung die Nachhaltigkeit einer stabilen Volkswirtschaft. 
Sie stellt für Ressourcenbesitzer die intertemporale, Pareto-optimale Lösung dar. Viele ökonomische Entscheidungen sind intertemporal (“zwischenzeitlich”), das heißt, gegenwärtige Wahlmöglichkeiten bei der ökonomischen Entscheidungsfindung beeinflussen auch die Wahlmöglichkeiten in der Zukunft. Ein Pareto-Optimum ist ein ökonomischer Zielkonflikt, ein veränderlicher bestmöglicher Zustand, in dem es nicht möglich ist, eine ökonomische Ziel-Eigenschaft zu verbessern, ohne zugleich eine andere verschlechtern zu müssen.